# JWH-019
 JWH-019 — органическое химическое соединение, принадлежащее к семейству (нафтален)индолов и классифицируемое как синтетический каннабиноид. Его фармакологический профиль указывает на различные физиологические эффекты, включая изменения в ноцицептивных порогах и регуляции температуры тела.

## Синтез
Синтез JWH-019 осуществляется при строгом соблюдении современных правил надлежащей производственной практики (cGMP), что обеспечивает чистоту и постоянство соединения для исследовательских целей.

## Свойства
JWH-019 принадлежит к ряду каннабиноидов воздействующих на рецептор СВ1 и СВ2. Является гомологом Н1-гексил группы вещества JWH-018, что наделяет его свойствами психотропного характера.

## Легальность
Запрещен в Германии и Великобритании. Легален в отдельных штатах США.
В России с 18 ноября 2010 года, согласно постановлению Правительства Российской Федерации от 30.10.2010 г. № 882 «О внесении изменений в некоторые акты Правительства Российской Федерации по вопросу, связанному с оборотом производных наркотических средств и психотропных веществ», запрещен как производное от JWH-018.
В июле 2012 года правительство США приняло Закон о предотвращении злоупотребления синтетическими наркотиками (SDAPA), в число которых вошёл и JWH-019.